# طالب كنعان
طالب كنعان إعلامي لبناني من مواليد بلدة بشتليدة قضاء جبيل لبنان، في الرابع من كانون ثاني/ يناير 1974، يعمل في قناة العربية الفضائية، مذيعاً ومقدماً للبرامج السياسية.
تخرج كنعان من الجامعة بشهادتي الرياضيات، والعلوم السياسية. وعمل فترة قصيرة كمعلم للرياضيات. وتدرج في بلاط الإعلام، من محرر إلى مندوب فمندوب ثابت ثم مذيع نشرات، ومقدم برامج، وكتب المقالة السياسية في كبريات الصحف اللبنانية والعربية. وكانت قد بدأت مسيرته الفعلية في عالم الإعلام في 1996 في قناة NBN في لبنان.

## برنامج حوار العرب
برنامجاً شهرياً بعنوان «حوار العرب» برعاية مؤسسة الفكر العربي ويبحث عدداً من القضايا العربية السياسية والثقافية والاجتماعية والفكرية، ويشمل تقارير وجولات في أكثر من دولة عربية لرصد الانطباعات والآراء العامة حول المواضيع المطروحة.
يعتمد البرنامج على حوارات مباشرة تناقش الموضوعات المختلفة، وتُعد حلقاته في دول عربية مختلفة تُختار طبقاً لطبيعة الموضوع الذي يُناقش، ويشارك في البرنامج جمهور من حوالي 50 شخصاً هم في الغالب من الطلاب الذين يصوتون إلكترونياً على أسئلة محددة، بالإضافة إلى أعضاء هيئة المناقشة. يبث البرنامج شهرياً لمدة ساعتين على قناة العربية الفضائية. اما الآن فتقدمة الاعلامية منتهى الرمحي في المواضيع التي تهم السياسة.

## وصلات خارجية
طالب كنعان - العربية نت
لقاء مع العرب اليوم
لقاء مع جريدة الرياض اليومية
صفحة طالب كنعان الشخصية على تويتر
صفحة المعجبين بطالب كنعان على فيس بوك  على فيسبوك.
صفحة طالب كنعان الشخصية على فيس بوك  على فيسبوك.
لقاء طالب كنعان في برنامج صباح الخير يا عرب على قناة ام بي سي 1 - 29 مايو 2011 على يوتيوب